# Керн, Пауль Герман
Пауль Герман Керн (нем. Paul Hermann Kern; 30 июля 1892, Берлин — 22 января 1947, Иваново) — немецкий военный врач, генерал-майор медицинской службы. Советским судом был признан виновным в совершении массовых военных преступлений против гражданского населения города Курск, однако материалы об этом деле стали доступны лишь в 2006 году.

## Биография

### Общая военная служба
На службу зачислен 1 апреля 1913. Служил врачом при 1-й кавалерийской дивизии Германии с 1920 по 1934 годы в зоне Шведта-на-Одере. 1 октября 1934 возглавил 3-й медицинский батальон из Франкфурта-на-Одере, через год переведён в 23-й медбатальон из Потсдама. 26 августа 1939 перед началом войны переведён в 76-ю пехотную дивизию в ранге дивизионного медика. С 15 декабря 1940 по 21 сентября 1943 — корпусной врач при 48-м танковом корпусе вермахта. С 21 сентября 1943 и до конца войны — главный врач 1-й танковой армии.

### В Курске
Пауль Керн был назначен старшим гарнизонным врачом города Курска после его оккупации в ноябре 1941 года при коменданте города Фляхе. В октябре 1941 года в Сапоговской областной психиатрической больнице находилось на лечении около полутора тысяч человек, а запаса продовольствия хватало на 2-3 месяца. Приказом Пауля Керна продукты было решено конфисковать в пользу вермахта, а больных расстрелять или кастрировать согласно немецким законам как потенциально опасных лиц. Согласно свидетельству Николая Кононова, который остался на оккупированной территории, за отказ от выполнения приказа следовала казнь, а для устрашения в городе повесили публично нескольких людей и оставили их трупы на улицах.
В Курске началась эпидемия сыпного и брюшного тифа. Директор больницы Краснопольский, которого осудили в 1937 году тройкой НКВД Курской области на 5 лет тюрьмы, отказывался отапливать больницу. Зимой от голода умерло до 400 человек. Керн не остановился и на этом, разрешив конфисковать все больничные вещи. Приказав врачам Сухареву, Нестеровой и Котович отравить оставшихся больных, Керн обрёк на смерть более 600 человек. В пищу вводилась усиленная доза опия, а в случае, если больной оставался жить, добавлялся хлоралгидрат в 70-процентной концентрации в опасной для жизни дозе. В течение трёх дней были ликвидированы почти все больные, а их трупы были сброшены в импровизированные бомбоубежища. Выживших 57 человек сослали в местечко Свобода. На врачей, отказывавшихся выполнять такой приказ, немцы часто кричали и даже избивали неподчинявшихся.
Ординатор роддома Морошкин стал свидетелем ещё одной жестокой расправы, учинённой по приказу Керна. В мае 1942 года медперсонал и рожениц роддома потеснили немцы, оставив им одну восьмую часть роддома. Немцы пьянствовали, шумели в операционной и избивали больных, а также позволяли врачам-практикантам делать операции роженицам, после которых женщины погибали. Немецкие солдаты вскоре начали насиловать женщин и заражать венерическими болезнями, уводя их обманом в дом терпимости, а затем расстреляли всех заражённых.

### Суд и казнь
На суде Керн всё отрицал, заявляя, что не допускал халатности со стороны подчинённых. 19 октября 1946 года военным трибуналом Московского военного округа приговорён к расстрелу. Приговор приведён в исполнение 22 января 1947 в Иванове.